# Teodozjusz (patriarcha Jerozolimy)
Tedozjusz – dwudziesty szósty chalcedoński patriarcha Jerozolimy; sprawował urząd w latach 862–878.